# Daubenya
Daubenya is een geslacht uit de aspergefamilie. De soorten komen voor in Zuid-Afrika.

## Soorten
- Daubenya alba
- Daubenya aurea
- Daubenya capensis
- Daubenya comata
- Daubenya marginata
- Daubenya namaquensis
- Daubenya stylosa
- Daubenya zeyheri